# Déclaration de la culpabilité de Stuttgart
La Déclaration de la culpabilité de  Stuttgart datant du 18 octobre 1945, est l'acte par lequel l'Église protestante en Allemagne reconnaît sa part de responsabilité dans le nazisme. Martin Niemöller en est l'un des auteurs.